# Adam Sulikowski
Adam Aleksander Sulikowski (ur. 1976) – polski prawnik, profesor nauk prawnych, profesor nadzwyczajny Uniwersytetu Wrocławskiego i Uniwersytetu Opolskiego, specjalista w zakresie prawa konstytucyjnego i teorii prawa.

## Życiorys
W 2000 ukończył studia prawnicze na Wydziale Prawa, Administracji i Ekonomii Uniwersytetu Wrocławskiego. Tam też w 2003 uzyskał stopień doktora nauk prawnych w zakresie prawa, a w 2010 na podstawie dorobku naukowego oraz rozprawy pt. Współczesny paradygmat sądownictwa konstytucyjnego wobec kryzysu nowoczesności stopień doktora habilitowanego nauk prawnych w zakresie prawa, specjalność: teoria prawa. W 2015 prezydent RP Andrzej Duda nadał mu tytuł naukowy profesora nauk prawnych. Został profesorem nadzwyczajnym Wydziału Prawa, Administracji i Ekonomii  Uniwersytetu Wrocławskiego oraz Wydziału Prawa i Administracji Uniwersytetu Opolskiego.

## Wybrane publikacje
- Konstytucja w systemie źródeł prawa V Republiki Francuskiej, Wrocław 2003.
- Współczesny paradygmat sądownictwa konstytucyjnego wobec kryzysu nowoczesności, Wrocław 2008 (Acta Universitatis Wratislaviensis; nr 3043).
- Konstytucjonalizm a nowoczesność. Dyskurs konstytucyjny wobec tryumfu i kryzysu moderny, Wrocław 2012.
- Posthumanizm a prawoznawstwo, Opole 2013[1][3].